# Quattro metà
Quattro metà, reso graficamente come 4 metà, è un film italiano del 2021 diretto da Alessio Maria Federici.

## Trama
Luca e Sara invitano a casa loro due amici, uno dei quali è un sostenitore della teoria romantica dell'anima gemella. Per smentirla, i due raccontano agli ospiti la storia di quattro loro amici e di come abbiano provato a combinarli tra loro: Chiara è un'anestesista passionale, Giulia è una ricercatrice, Dario è un avvocato donnaiolo, mentre Matteo è collaboratore di una casa editrice.
Giulia e Dario al loro primo appuntamento vanno dritti al punto, consumando immediatamente il rapporto per poi separarsi la sera stessa, salvo poi capire, in un momento successivo, di non aver mai smesso di pensarsi da quella notte e di essersi innamorati. A Giulia poco dopo giunge un'importante proposta lavorativa da Lisbona; la accetta e parte nonostante tentennamenti e resistenze da parte di Dario alla relazione a distanza, che provocherà molti litigi nella coppia, e arriverà infatti a un punto di rottura nel momento in cui Giulia svela a Dario di dover rimanere a Lisbona altri sei mesi per terminare il progetto che ha iniziato. I due si ricongiungono nel momento in cui lei torna in Italia decidendo di rimanere.
Matteo e Chiara vivono invece un sorprendente primo appuntamento, e di lì a poco tempo arrivano a formare una coppia consolidata. I due fantasticano sul futuro e in breve tempo decidono di sposarsi, con grande stupore dei loro amici. Matteo e Chiara stanno provando ad avere un figlio e nel frattempo lui riceve un'importante promozione che lo porterà a Londra, insieme alla sua collega Stella, con la quale ha un rapporto in hotel, di fatto tradendo Chiara. Matteo cede e confessa il tradimento a sua moglie che, nonostante sia ormai al settimo mese di gravidanza, decide di prendere le distanze da lui amareggiata, salvo poi ricongiungersi il giorno della nascita del bambino.
Nella seconda situazione descritta da Luca e Sara invece, le situazioni sono rovesciate.
Questa volta sono Giulia e Matteo ad essersi sposati. Giulia era rimasta incinta dopo il loro primo incontro, Matteo le era rimasto vicino, sostenendola in tutto il percorso, e rinunciando alla promozione della casa editrice per permettere a Giulia di accettare la proposta lavorativa di Lisbona. Nasce il piccolo, che chiamano Andrea, e Giulia capisce di essersi innamorata di Matteo dopo tutto quello che lui ha fatto per lei. Passano i mesi, lei rinuncia al prolungamento del contratto a Lisbona per tornare in Italia, ricambiando il sacrificio fatto da Matteo per lei. Matteo successivamente si trova a dover accompagnare Stella a Londra, la sua collega a cui aveva praticamente regalato la promozione, e proprio lì i due hanno un rapporto. Matteo è preso dal rimorso e confessa la verità a Giulia il giorno del compleanno di Andrea. Lei gli dice di aver scoperto i messaggi e di essere già al corrente di tutto, ma nonostante la sofferenza decide di perdonarlo.
Chiara e Dario decidono praticamente da subito di essere solo amici, in quanto lo stile di vita più romantico di Chiara non si addice a quello libertino di Dario, ma più passano tempo insieme più capiscono di piacersi sul serio. Il tutto sfocia in un bacio a Lisbona, mentre sono andati a trovare Giulia e Matteo, ma Chiara propone a Dario di rimanere amici per non rovinare il loro rapporto. Dario accetta, nonostante sia afflitto da questa decisione. Tornati in Italia, Chiara si fidanza con un suo collega: Dario non riesce a sopportarlo e così i due dopo un litigio troncano l'amicizia, salvo poi ricongiungersi dopo una cena organizzata dall'ormai fidanzato di Chiara, il quale voleva presentare una ragazza a Dario. In preda alla gelosia, Chiara capisce di essersi innamorata di quest'ultimo raggiungendolo di corsa a casa.
A serata conclusa, gli amici di Luca e Sara discutono su quale sia la versione reale e quale quella che invece smentirebbe la teoria dell'anima gemella.

## Distribuzione
Il film, ispirato all’omonimo libro di Martino Coli, è stato distribuito in anteprima in limitati cinema italiani a metà dicembre 2021 per poi essere distribuito su Netflix a partire dal 5 gennaio 2022.